# Finlands grundlov
Finlands grundlov (finsk: Suomen perustuslaki, svensk: Finlands grundlag) blev vedtaget i 2000, og den erstatter i alt fire tidligere forfatningslove: Regeringsformen fra 17. juli 1919, rigsdagsordningen fra 1928, Rigsretsloven fra 1922 og Ministeransvarsloven fra 1922. 

## Baggrund
Den nye grundlov blev begrundet med behovet for at samordne og revidere bestemmelserne; men der blev ikke lavet grundlæggende ændringer i forfatningen eller statsskikken. Der var blevet gennemført nogle mindre ændringer i 1980'erne, men disse blev anset for at være utilstrækkelige.
Grundloven blev vedtaget af en stort set enig rigsdag. Ved den endelige afstemningen stemte 175 ja, mens to stemte nej. 
Sammenlignet med de tidligere forfatningslove, så har rigsdagen fået styrket sin stilling overfor regeringen, mens regeringen har fået styrket sin stilling overfor præsidenten. Borgernes grundlæggende friheder og rettigheder er blevet tydeligere. Nogle bestemmelser om rigsdagens interne arbejdsformer er blevet trukket ud af grundloven.

## Grundlovens indhold
Loven består af 13 kapitler og 131 paragrafer. 
- Første kapitel behandler statsskikkens formål og grundlag, og angiver blandt andet at Finland er en republik og et demokrati. Videre fastslår man, at udøvelse af offentlig magt skal være hjemlet i lov, og at statsmagten tilhører folket, der repræsenteres af Rigsdagen. Videre fastslås det, at Finlands territorium er helt og udeleligt.
- Andet kapitel behandler friheder og rettigheder: legalitetsprincippet, ytringsfrihed og forsamlingsfrihed. I § 17 findes der også en bestemmelse om, at Finlands nationale sprog er finsk og svensk.
- Tredje og fjerde kapitel beskriver Rigsdagens størrelse, sammensætning, og bestemmelser for valg.
- Femte kapitel regulerer præsidenten og dennes rolle.
- Sjette kapitel beskriver procedurerne for lovgivning. Kapitlet fastlægger også rammene for Ålands selvstyre – dette omtales også i § 120
- Niende kapitel behandler domstolenes uafhængighed og dommernes rolle.
- Ellevte kapitel beskriver organiseringen af statens forvaltning.
- Tolvte kapitel beskriver forsvaret og værnepligten.

## Ekstern link
- Justitieministeriet: Grundlagen Arkiveret 4. april 2016 hos  Wayback Machine